# Komusō

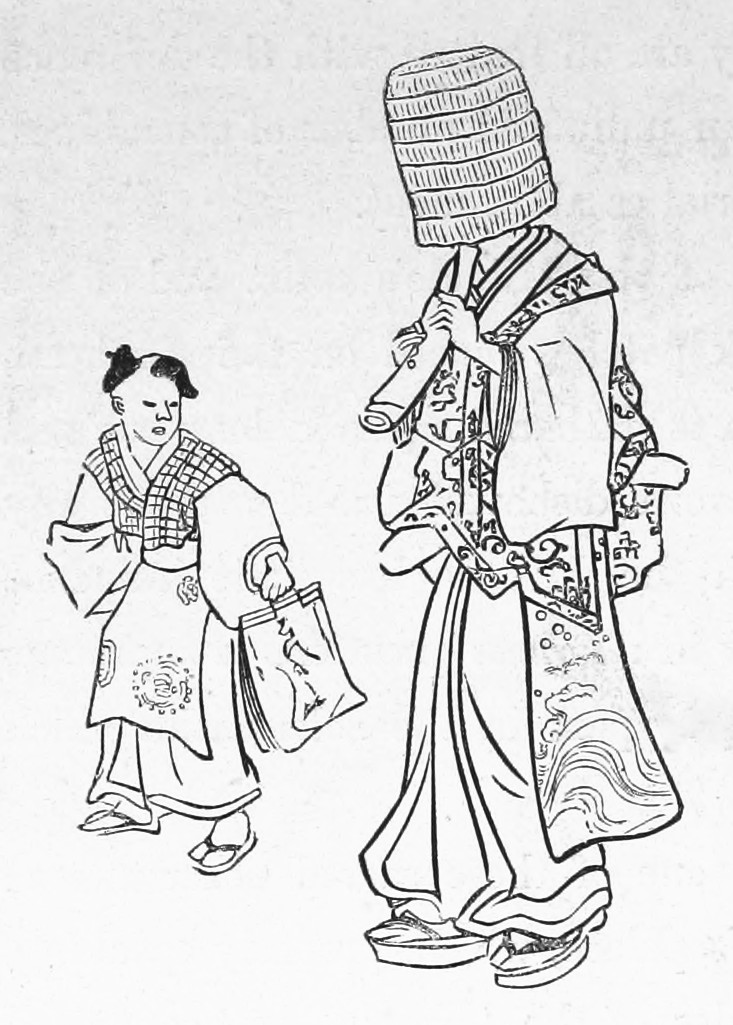
Dibuix d'un komusō.

Un 'komusō (虚无僧, lit. Monjo del no-res o del buit) era un monjo captaire de la secta Fuke del budisme zen. En general se'ls caracteritza per utilitzar una cistella de palla al cap com una manifestació de l'absència d'ego i tocant la shakuhachi (una flauta japonesa) utilitzada per meditar.
Els komusō practicaven el suizen, un tipus de meditació en la qual només tocaven peces en el shakuhagi anomenades honkyoku.
A causa de la seva vestimenta, els ninges es disfressaven de komusō per passar desapercebuts.